# 富强胡同

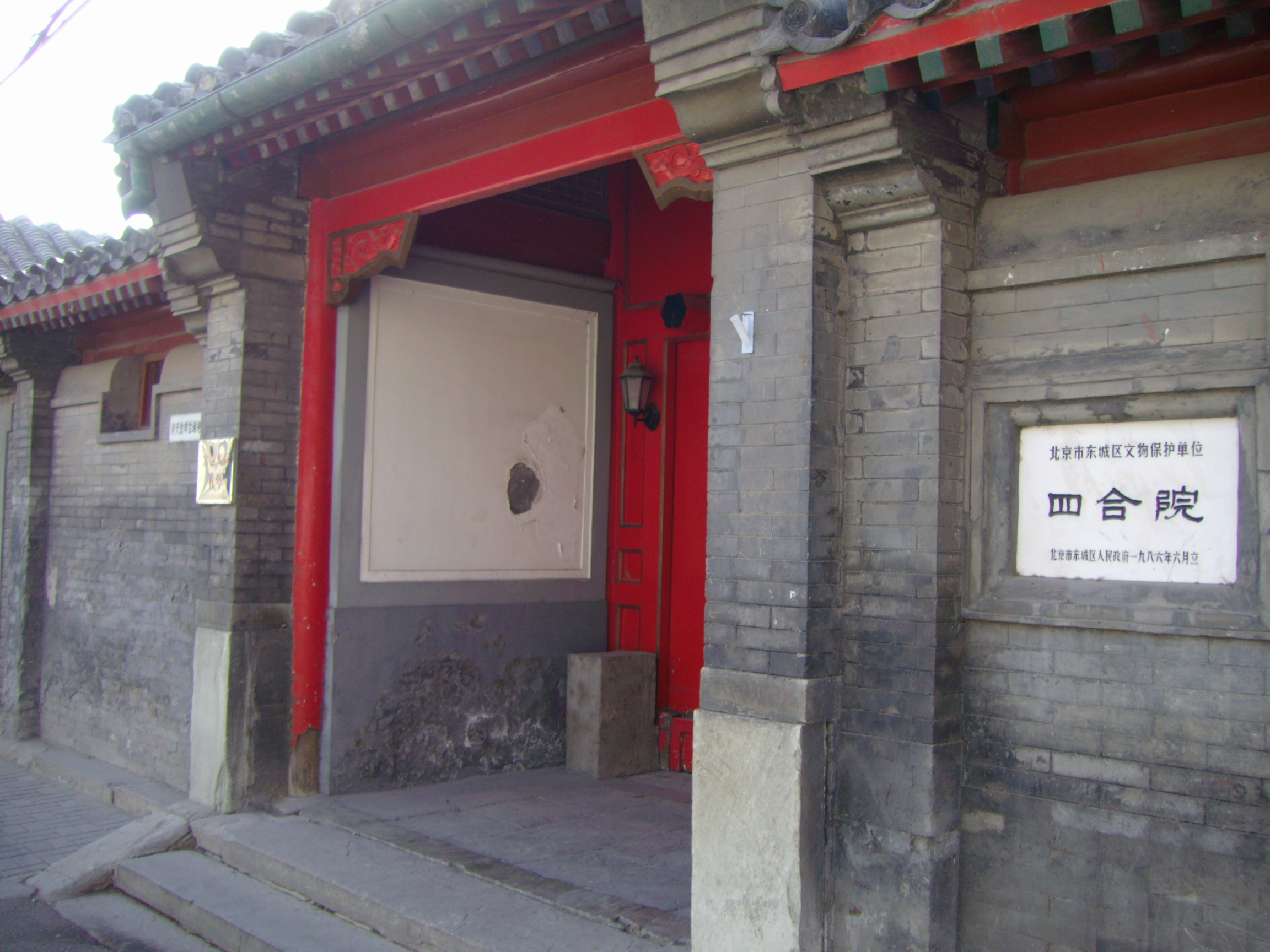
富强胡同6号的大门

39°55′13″N 116°24′32″E / 39.9203692°N 116.4087946°E
富强胡同是位于北京市东城区西部的一条胡同。

## 简介
富强胡同位于王府井大街西侧，为南北走向，是一条死胡同。南起灯市口西街，北端不通行，东侧和黄图岗胡同相通，西侧和大草厂胡同相通。该胡同全长323米，宽6米，路面铺有沥青。
富强胡同，明朝隶属保大坊，称为“中街”。清朝隶属镶白旗，清朝乾隆时期称为“关东店胡同”，因为当时这里有东北会馆，还有多家车马店，入住的客人多是关东客人，所以得名。清朝宣统时期称“关东店”。中华民国时期沿称。1965年北京市整顿地名时，将花园胡同并入，改称为“富强胡同”。
富强胡同3号是清朝的惠亲王府，1986年被列为东城区文物保护单位。富强胡同6号、甲6号、23号四合院也是东城区文物保护单位，其中富强胡同6号是中共中央总书记胡耀邦、赵紫阳的故居。赵紫阳女儿王雁南一家曾長期居住於此。2020年，中共當局要求王雁南一家搬離富强胡同。現今，富强胡同内大多是居民住宅。